# Bułgarski Ludowy Związek Chłopski im. Nikoły Petkowa
Bułgarski Ludowy Związek Chłopski im. Nikoły Petkowa (bułg. Български земеделски народен съюз „Никола Петков”) – bułgarska partia polityczna założona w 1945 przez działaczy ludowych, na czele których stał Nikoła Petkow. Jej głównym celem było wprowadzenie demokracji parlamentarnej w powojennej Bułgarii i zapobiegnięcie budowie systemu totalitarnego przez komunistyczny Front Ojczyźniany. W listopadzie 1946 wzięła udział w wyborach do Wielkiego Zgromadzenia Narodowego 6. kadencji zdobywając kilkadziesiąt mandatów deputowanych. Poparła likwidację monarchii i wprowadzenie ustroju republikańskiego. W sierpniu 1947 została rozwiązana przez komunistów, zaś jej lider Nikoła Petkow skazany na karę śmierci po wyreżyserowanym procesie. W okresie transformacji ustrojowej w grudniu 1989 działacze opozycji antykomunistycznej reaktywowali partię. W 1990 BLZCh im. Nikoły Petkowa nawiązał współpracę ze Związkiem Sił Demokratycznych i wziął udział w rozmowach przy okrągłym stole oraz w obradach Wielkiego Zgromadzenia Narodowego 7. kadencji. Po 1991 zerwał bliską współpracę z ZSD i utracił znaczenie na bułgarskiej scenie politycznej.

## Historia Bułgarskiego Ludowego Związku Chłopskiego im. Nikoły Petkowa do 1947
W 1944 na scenie politycznej Carstwa Bułgarii, zaangażowanego od 1941 w II wojnę światową po stronie koalicji hitlerowskiej, istniały dwie duże partie ludowe: Bułgarski Ludowy Związek Chłopski „Wrabcza 1”, który w dniach 2-9 września utworzył koalicyjny rząd oraz Bułgarski Ludowy Związek Chłopski im. Aleksandyra Stambolijskiego, nazywany często BLZCh „Pładne”, współpracujący z antyrządowym Frontem Ojczyźnianym, zorganizowanym pod egidą bułgarskich komunistów. 9 września 1944, cztery dni po wypowiedzeniu Bułgarii wojny przez Związek Radziecki, bojówki wspieranego przez Sowietów Frontu Ojczyźnianego dokonały zamachu stanu i szybko przejęły władzę w kraju. Tego samego dnia sformował się tymczasowy gabinet rządowy na czele z Kimonem Georgiewem, w skład którego weszli przedstawiciele Bułgarskiej Partii Komunistycznej, BLZCh „Pładne” (w tym jeden z jego liderów, Nikoła Petkow), Zwena, Bułgarskiej Robotniczej Partii Socjaldemokratycznej i niezależni eksperci. Nowy rząd przywrócił Konstytucję Tyrnowską i system wielopartyjny, zlikwidował ograniczenia swobód obywatelskich, a także skierował armię bułgarską do walki u boku Armii Czerwonej. 
Po przewrocie jako największa siła polityczna kraju wyłoniła się Bułgarska Partia Komunistyczna, której kierownictwo utrzymywało ścisłe kontakty z rządem radzieckim. Drugi pod względem znaczenia był BLZCh „Pładne”, którego przewodniczący Georgi Dimitrow - Gemeto powrócił w końcu września z emigracji. Wśród ludowców nie było zgody co do współpracy z komunistami. Przeciwny był jej Dimitrow, widzący zarówno w nazizmie jak i komunizmie poważne zagrożenie dla kraju. Niechętni jego osobie działacze Frontu Ojczyźnianego w 1945 doprowadzili do zmiany lidera BLZCh „Pładne”. Następcą Dimitrowa został Nikoła Petkow, który jednak również nie poparł dążeń komunistów do wprowadzenia władzy totalitarnej na wzór stalinowski. Pod jego wodzą ugrupowanie, nazywane później BLZCh im. Nikoły Petkowa, połączyło się w listopadzie z BLZCh „Wrabcza 1” i rozpoczęło walkę o zachowanie demokracji parlamentarnej.  
W 1945 zaplanowano wybory do Zgromadzenia Narodowego. Początkowo miały się one odbyć w sierpniu, ale na żądanie Petkowa i Kosty Lulczewa z Bułgarskiej Robotniczej Partii Socjaldemokratycznej, którzy obawiali się ich sfałszowania przez komunistów, zostały, za zgodą Stalina, odłożone na listopad. W międzyczasie Petkow usiłował uzgodnić z przedstawicielem Stanów Zjednoczonych, Maynardem Barnesem, obecność międzynarodowych obserwatorów w Bułgarii. Niezależnie od uzyskanego porozumienia opozycja ostatecznie podjęła decyzję o zbojkotowaniu wyborów i do parlamentu wszedł tylko Front Ojczyźniany. W tej sytuacji państwa zachodnie usiłowały, za pośrednictwem ZSRR, skłonić bułgarskich komunistów do włączenia opozycji pozaparlamentarnej w skład rządu. Petkow i Lulczew postawili jednak twarde warunki współpracy z Frontem Ojczyźnianym, w związku z czym propozycja upadła. 
8 września 1946 rząd rozpisał referendum na temat przyszłości monarchii. Podobnie jak wszystkie inne liczące się siły polityczne kraju oraz większość społeczeństwa, BLZCh im. Nikoły Petkowa poparł propozycję zmiany ustrojowej. W październiku odbyły się wybory do Wielkiego Zgromadzenia Narodowego w celu uchwalenia nowej konstytucji. Mimo narastających represji ze strony komunistów, których Stalin od 1946 zachęcał do przejęcia pełni władzy w kraju w związku z początkiem zimnej wojny, działacze partii opozycyjnych zdecydowali się kandydować i zdobyli ok. 100 mandatów (wobec 366 uzyskanych przez Front Ojczyźniany). Uzyskany wynik dawał im nadzieję na utrzymanie demokracji parlamentarnej w powojennej Bułgarii. Nadzieję tę dodatkowo rozbudziła paryska konferencja pokojowa z początku 1947, po której opozycja bułgarska oczekiwała rozpoczęcia wycofywania wojsk radzieckich z kraju. 12 marca prezydent Stanów Zjednoczonych Harry S. Truman ogłosił jednak swoją doktrynę, na mocy której Amerykanie związali się z Grecją i Turcją, pozostawiając Bułgarię w strefie wpływów Związku Radzieckiego. Tym samym opozycja antykomunistyczna utraciła poparcie z zewnątrz i wkrótce stała się celem brutalnej rozprawy ze strony Bułgarskiej Partii Komunistycznej. 5 czerwca 1947 Nikoła Petkow został aresztowany w budynku parlamentu, a następnie skazany na karę śmierci po wyreżyserowanym procesie. Mimo protestów opinii międzynarodowej, wyrok wykonano. Następnym krokiem komunistów było wydanie 26 sierpnia 1947 zakazu dalszej działalności opozycyjnego BLZCh, co oznaczało koniec istnienia ugrupowania.

## Bułgarski Ludowy Związek Chłopski im. Nikoły Petkowa po 1989
Na początku 1989, u schyłku Ludowej Republiki Bułgarii, działacze dawnego BLZCh im. Nikoły Petkowa skierowali do premiera Georgiego Atanasowa prośbę o rehabilitację Nikoły Petkowa oraz uchylenie zakazu działalności partii. 25 listopada tego samego roku uformował się komitet na rzecz reaktywowania ugrupowania, które stało się faktem 9 grudnia podczas specjalnie zwołanej konferencji. Tymczasowe kierownictwo BLZCh im. Nikoły Petkowa rychło włączyło się w rozmowy na temat zjednoczenia rodzącej się opozycji antykomunistycznej i powołania Związku Sił Demokratycznych (ZSD), a także w negocjacje z komunistami przy okrągłym stole. 15 stycznia 1990 władza ustosunkowała się do prośby ludowców i uchyliła zakaz działalności ugrupowania, zaś 3 lutego odbył się kolejny zjazd jego członków i sympatyków. Pierwszym przewodniczącym formacji został Milan Drenczew. W lipcu tego samego roku odbyły się pierwsze po 1946, demokratyczne wybory do Wielkiego Zgromadzenia Narodowego, w których BLZCh im. Nikoły Petkowa wystartował w ramach ZSD. Wkrótce po wyborach ścisła współpraca między ZSD i ludowcami, którzy uważali, że ich partia powinna istnieć samodzielnie na scenie politycznej kraju, została zerwana. Przejawem tego było poparcie przez ludowców projektu nowej konstytucji, opracowanego w porozumieniu z komunistami i zbojkotowanego przez 39 radykalnych posłów ZSD. 
Przed wyborami do Zgromadzenia Narodowego 36. kadencji, przewidzianymi na listopad 1991, ludowcy utworzyli wraz z Bułgarską Partią Socjaldemokratyczną koalicję o nazwie ZSD - Centrum, jednak później wystąpili z niej i ostatecznie wystartowali samodzielnie. Zarówno BLZCh im. Nikoły Petkowa, jak i ZSD - Centrum nie zdołali przekroczyć 4-procentowego progu wyborczego. W grudniu 1991 grupa niezadowolonych z osiągniętego wyniku ludowców wystąpiła z partii i założyła BLZCh im. Nikoły Petkowa w ZSD (bułg. БЗНС „Никола Петков в СДС), który ponownie związał się z głównym nurtem Związku Sił Demokratycznych. Pozostali działacze w 1992 zaangażowali się w negocjacje na temat zjednoczenia bułgarskich partii ludowych, którego jednak nie udało się osiągnąć.
W wyborach do Zgromadzenia Narodowego 37. kadencji przeprowadzonych w końcu 1994 BLZCh im. Nikoły Petkowa wystartował w koalicji z kilkoma innymi małymi partiami ludowymi. Koalicja zdobyła tylko 0,25% głosów i nie uzyskała ani jednego mandatu. 
W lutym 1997, przed majowymi wyborami do Zgromadzenia Narodowego 38. kadencji, BLZCh im. Nikoły Petkowa utworzył wraz z Partią Zielonych, Ruchem na rzecz Praw i Wolności i kilkoma mniejszymi partiami koalicję nazwaną Zjednoczeniem na rzecz Ocalenia Narodowego (bułg. Обединение за национално спасение). Koalicja zdobyła 7,6% głosów, co dało jej 19 mandatów deputowanych w 240-osobowym parlamencie. Początkowo współpracowała z reformatorskim rządem Iwana Kostowa, ale później przeszła do obozu jego krytyków. W połowie 1998 BLZCh im. Nikoły Petkowa opuścił koalicję z powodu nieporozumień z pozostałymi członkami.
W czerwcu 2001 odbyły się wybory do Zgromadzenia Narodowego 39. kadencji. BLZCh im. Nikoły Petkowa wystartował tym razem w koalicji z Narodowym Stowarzyszeniem - Bułgarski Ludowy Związek Chłopski, nazwanej Zjednoczone Siły Chłopskie (bułg. Обединени земеделски сили). Koalicja nie zdołała przekroczyć progu wyborczego i znalazła się poza parlamentem.
Po 2001 partia wielokrotnie prowadziła rozmowy na temat zjednoczenia z BLZCh Anastazji Dimitrowej-Moser oraz BLZCh Georgiego Pinczewa, jednak ich rezultaty były niejasne i niekiedy wzajemnie sprzeczne.

## Główni sekretarze Bułgarskiego Ludowego Związku Chłopskiego im. Nikoły Petkowa od 1989
- Milan Drenczew
- Lubomir Bożiłow